# Hartung Münch
Hartung Münch von Landskron (* um 1265; † 25. Oktober 1332) war von 1325 bis 1328 Bischof von Basel.

## Leben
Hartung Münch wurde etwa 1265 als Sohn des Basler Bürgermeisters Heinrich I. und der Werentrudis von Wangen geboren.
Die Familie Münch gehörte dem Ministerialadel an und war eines der vornehmsten Geschlechter von Basel. Hartungs Vater war Heinrich I. Münch von Landskron († nach dem 15. November 1287) und wurde seit 1267 häufig als Bürgermeister von Basel erwähnt. Seine Mutter war Werentrudis von Wangen und wurde mehrmals urkundlich bezeugt zwischen 1257 und 1287. Hartung hatte mindestens drei Brüder Konrad V., Burkhard I. († 26. September 1339) und Heinrich II. Die ersten zwei spielten ebenfalls eine wichtige Rolle in der Geschichte der Stadt Basel.

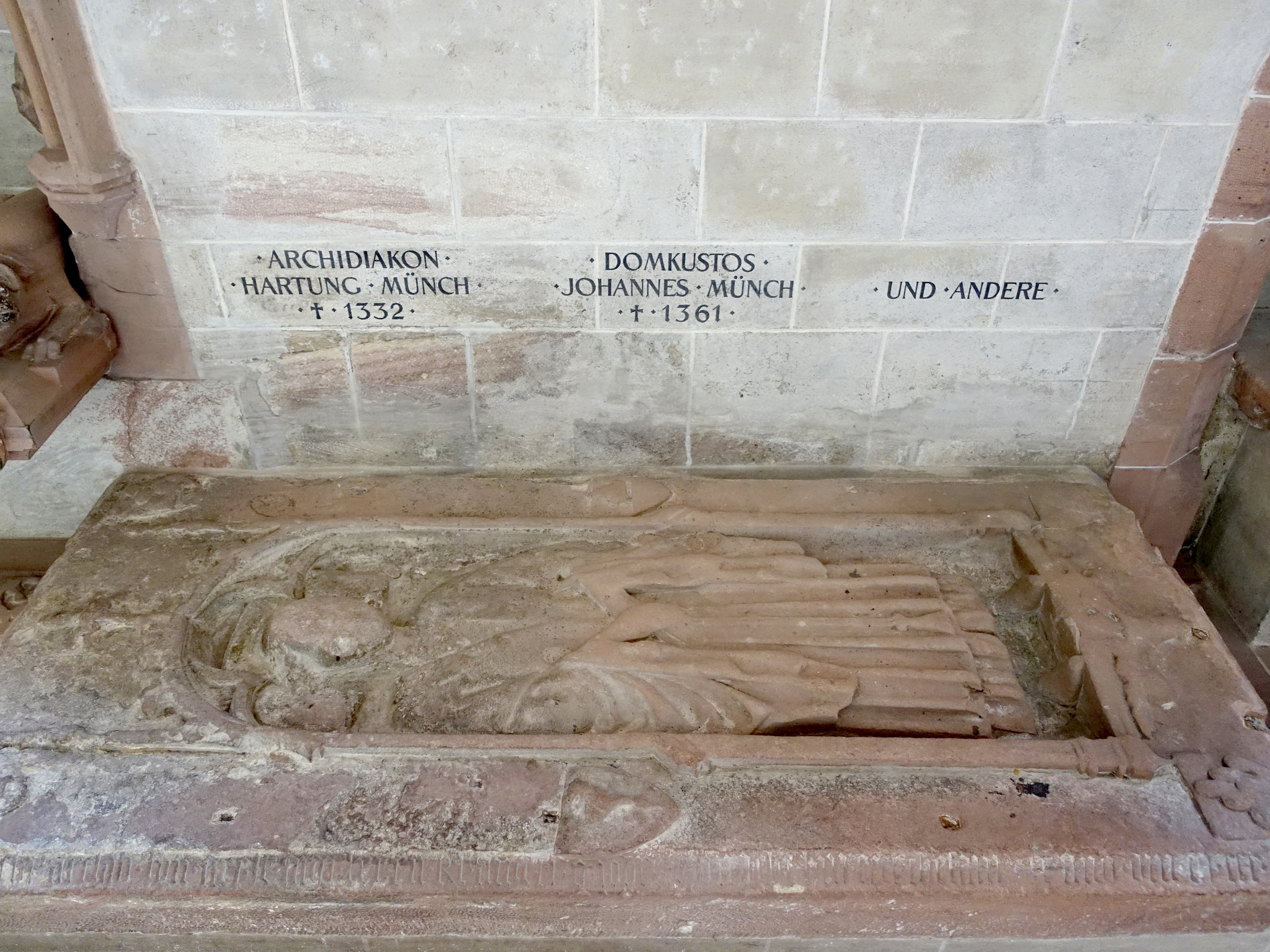
Figurengrabmal im Basler Münster

Hartung Münch wurde 1287 erstmals urkundlich erwähnt. Ab 1287 war er Geistlicher und während der Jahre 1298 und 1299 war er Domherr am Basler Münster. 1303 war Hartung Münch Inhaber von zehn Pfrundgütern in der Markgrafschaft Baden. In 1313 war er Domherr am Strassburger Münster. Er wurde 1321 zum Archidiakon des Basler Münsters ernannt.
Am 22. März 1325 wurde er durch das Domkapitel zum Bischof von Basel gewählt. Sein Vorgänger Gerhard von Wippingen war am 17. März gestorben. Am 3. April 1325 wurde er von Erzbischof Vitalis von Besançon geweiht. 1328 trat er als Bischof zurück. Gemäss offiziellem »Liber vitae« des Basler Münsters ist der abgesetzte Bischof am 25. Oktober 1332 gestorben und im Basler Münster begraben. Er fand seine letzte Ruhe in der Kapelle neben dem alten Glockenturm, die er selbst hatte errichten lassen. Dieser Turm ist heute als Münch- oder Allerheiligenkapelle bekannt und hier befindet sich das Sammelgrab mehrerer Geistlicher der Familie Münch.